# A.M. Sustring
Albertus Martein (Albert) Sustring (Sneek, 14 juli 1903 – aldaar, 19 september 2001) was een Nederlands goud- en zilversmid in Leeuwarden en Sneek en voorzitter van de Vereniging Fries Scheepvaart Museum van 1949 tot 1975.

## Leven en werk
Sustrings kwam uit een familie van goudsmeden en trad in de voetsporen van zijn vader Josephus Sustring (1874-1927), zijn grootvader Albertus Martein Sustring (1849-1931) en overgrootvader Albertus Martein Sustring (1804-1874).
In 1928 werd Sustring zelfstandige in Leeuwarden door overname van de de firma S. Bolman na de dood van zijn vader en diens partner Simon Bolman. Deze  goud- en zilversmederij was zo'n 80 jaar eerder in 1849 begonnen door Jan Bolman (1827-1879) in de Sint Jacobsstraat. In 1885 vervolgde de zaak in Leeuwaarden op Over de kelders 171. In 1890 verhuisde de zaak verder naar het Naauw 151 en in 1899 naar Nieuwestad 134. Sustring zelf verplaatste de firma in 1932 naar een groter pand op de Nieuwestad 160. Deze zaak leverde producten als ringen, horloges, kapgarnituren, regulateurs en bestek. Ze maakte ook zelf producten en repareerde juwelen en klokken.
In 1939 werd Sustring tevens compagnon in de firma J. Schijfsma van Johannes Schijfsma, die in 1911 de zilversmederij van zijn vader had overgenomen. In 1942 nam Sustring het bedrijf over. Hiernaast werd hij aan eigenaar van het bedrijf van zijn grootvader, de goud- en zilversmid Albertus Martein Sustring te Sneek. Tijdens de bezetting werd hij ook mededirecteur van N.V. goud- en zilverwerken Horlogerie L.M. van Esso, die vestigingen had in Meppel en Amsterdam.
Naast zijn wer diende Sustring van 1946 tot 1976 als voorzitter van het bestuur van het Fries Scheepvaart Museum. Voor deze inzet ontving hij in 1963 de zilveren Museummedaille. In 1975 werd hij ook onderscheiden als ridder in de Orde van Oranje Nassau. Ter gelegenheid van z'n 25-jarig en z'n 40-jarig jubileum als goudsmid liet hij in Makkum een wandbord vervaardigd. Sustring liet zijn huis en inboedel, ondergebracht in het Sustring-Sytsma Fonds, na aan het museum.

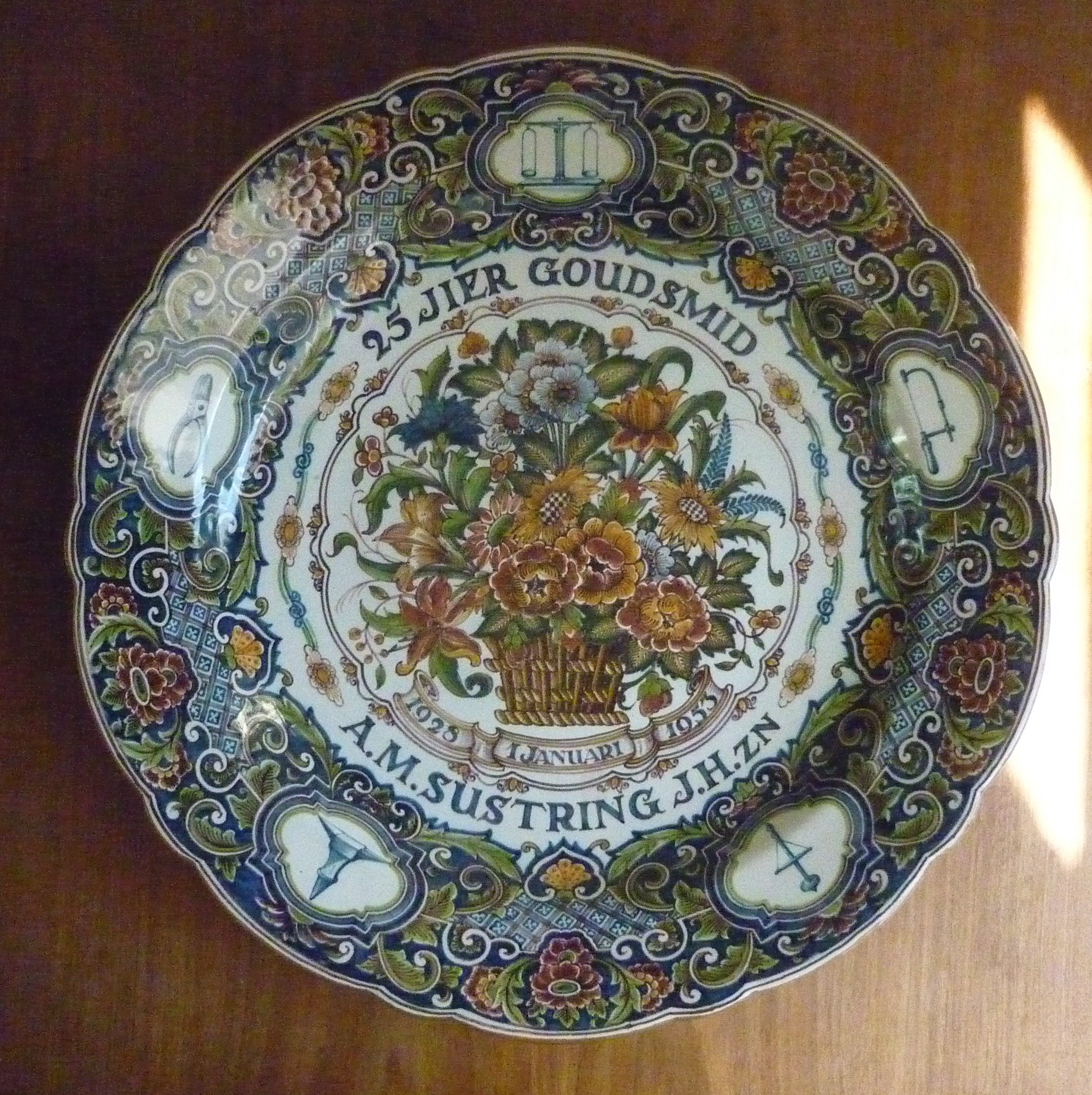
25 jaar goudsmid, 1928-1953
(Fries Scheepvaart Museum)